# Lethal Lesbian
Lethal Lesbian (en hebreo לסבית קטלנית) es el único festival de cine lésbico de Israel. El festival se celebra anualmente desde 2008. En él son proyectados cortometrajes, documentales y largometrajes independientes de todo el mundo.

## El festival
Lethal Lesbian fue cofundado por las activistas LGBT Anat Nir y Dana Ziv, que organizan y producen el festival junto con la feminista Lior Elefant, su directora artística. El evento comenzó con proyecciones de películas independientes de temática lésbica, organizadas por amigas de Nir y Ziv. Las proyecciones tuvieron tanto éxito que a los dos fundadoras les pareció evidente la necesidad de un festival en ese nicho.
El objetivo de Lethal Lesbian es promover el cine lésbico. Se proyectan cortometrajes y largometrajes de todos los géneros y, en algunos años, simultáneamente se exponen trabajos de mujeres artistas. Esporádicamente se incluyen películas de mujeres heterosexuales y hombres en la programación del festival, aunque se prefiere obras de mujeres lesbianas y bisexuales.
Cada año Lethal Lesbian tiene un tema. Para la promoción se produce un cortometraje. Estos cortos se han hecho muy populares en Internet. En sus primeros años, el festival se celebró en varios lugares, aunque en los últimos años, a medida que crecía el público, la Cinemateca de Tel Aviv se convirtió en su sede.
En 2018, cuando Lethal Lesbian celebró una década de cine lésbico, la prensa convencional elogió su capacidad de permanencia "en un paisaje en el que las manifestaciones culturales tienen problemas para mantener la estabilidad en el tiempo". El festival es uno de los pocos eventos dirigidos específicamente a las mujeres de la comunidad LGBT y ha proporcionado un lugar de apoyo a las obras de cineastas lesbianas.